# Damen med hermelinen
Damen med hermelinen är en är en oljemålning som är attribuerad till den italienske renässanskonstnären Leonardo da Vinci. Den målades omkring 1489–1491 och ingår i samlingarna på Czartoryskimuseet i Kraków som sedan 2016 ägs av polska staten. 
Leonardo var verksam hos hertig Ludovico Sforza i Milano 1482–1499. Porträttet visar Cecilia Gallerani, älskarinna till hertigen. Hermelinen i hennes knä tros inte ha funnits med i originalmålningen utan målats dit i efterhand.
Leonardo målade fyra berömda kvinnoporträtt, förutom Damen med hermelinen även Ginevra de' Benci (1474–1478), Porträtt av en kvinna (1490-1496) och Mona Lisa (1503).